# David Navarro Pedrós
David Navarro Pedrós (* 25. května 1980, Sagunto, Španělsko) je bývalý španělský fotbalový obránce, momentálně působí ve španělském klubu Levante UD. Hrál na postu stopera (středního obránce). Mimo Španělska hrál na klubové úrovni ve Švýcarsku.
V březnu 2007 jej UEFA potrestala sedmiměsíčním zákazem startu ve všech fotbalových soutěžích za hrubé nesportovní chování, ve strkanici v utkání Ligy mistrů mezi Valencií a Interem Milán (kde byl pouze náhradníkem a na hřiště se nedostal) udeřil soupeře, argentinského hráče Nicoláse Burdissa, zlomil mu nos a utekl do šatny.